# 히에로니무스 폰 콜로레도 백작

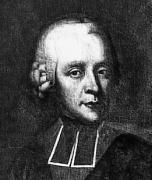

히에로니무스 그라프 폰 콜로레도(Hieronymus Graf von Colloredo, 1732년-1812년)는 잘츠부르크의 대주교이다.

## 모차르트와의 관계
그는 볼프강 아마데우스 모차르트의 첫 번째 후원자로 알려져 있다. 그러나 그는 모차르트의 잦은 연주회 불참으로 애를 먹었고, 결국 수많은 다툼 끝에 결별하였다.